# Sainte-Anne-sur-Gervonde
Sainte-Anne-sur-Gervonde è un comune francese di 601 abitanti situato nel dipartimento dell'Isère della regione dell'Alvernia-Rodano-Alpi.

## Società

### Evoluzione demografica
Abitanti censiti